# Regeringen Kim Kielsen I
Regeringen Kim Kielsen I var en midlertidig regering som afløste Regeringen Aleqa Hammond II efter regeringsformand Aleqa Hammond trådte tilbage. Den varede fra 1. oktober 2014 indtil en ny regering blev dannet 12. december 2014 efter der var afholdt valg.

## Baggrund
Den 26. september 2014 blev det kendt, at Aleqa Hammond havde brugt 106.363,27 kr. af offentlige midler til bl.a. private rejser for sin familie, hvilket hun begrundede med en regnskabsfejl hos rejsebureauet. Den 30. september begyndte efterårssamlingen i parlamentet med åbningstale af Aleqa Hammond, som sluttede talen med at søge om orlov. Hans Enoksen stillede derefter et mistillidsvotum til regeringen, som blev forkastet af koalitionen af Siumut og Atassut med 15 mod 14 stemmer. Hammonds anmodning om orlov blev efterfølgende accepteret, hvilket betød, at Kim Kielsen blev udpeget til at overtage posten formand for regeringen.
Dagen efter forlod Jens-Erik Kirkegaard, Nick Nielsen fra Siumut og Steen Lynge og Siverth K. Heilmann fra Atassut regeringen hvorefter regeringskoalitionen brød sammen. Samme dag tilbød Kim Kielsen Inuit Ataqatigiit både at deltage i en koalitionsregering og at danne en mindretalsregering alene. Begge dele blev afvist af Inuit Ataqatigiits formand, Sara Olsvig, som i stedet opfordrede til nyvalg. Kim Kielsen udskrev da valg til afholdelse den 28. november 2014. De resterende medlemmer af Aleqa Hammonds regering forblev i embedet, indtil en ny regering blev indsat den 12. december.

## Sammensætning
| Minister                    | Ministerposter                                         |
| --------------------------- | ------------------------------------------------------ |
| Kim Kielsen (Siumut)        | Fungerende formand for regeringen                      |
| Kim Kielsen (Siumut)        | Minister for udenrigsanliggende                        |
| Kim Kielsen (Siumut)        | Minister for miljø, natur og nordiske anliggende       |
| Kim Kielsen (Siumut)        | Minister for boliger                                   |
| Finn Karlsen (Siumut)       | Minister for fiskeri, fangst og landbrug               |
| Finn Karlsen (Siumut)       | Minister for erhverv, råstoffer og arbejdsmarked       |
| Martha Lund Olsen (Siumut)  | Minister for familie og justitsvæsen                   |
| Martha Lund Olsen (Siumut)  | Minister for sundhed                                   |
| Martha Lund Olsen (Siumut)  | Minister for Uddannelse, kirke, kultur og ligestilling |
| Vittus Qujaukitsoq (Siumut) | Minister for finanser og indenrigsanliggender          |
| Vittus Qujaukitsoq (Siumut) | Minister for infrastruktur                             |